# CORINE
O CORINE, (en: Coordination of information on the environment) é um programa europeu criado em 1985 pela Comunidade Europeia com o intuito de desenvolver um sistema de informação sobre assuntos ambientais, como o CORINE Land Cover.